# Maya Bamert
Maya Bamert (Lachen, 7 de diciembre de 1979) es una deportista suiza que compitió en bobsleigh en la modalidad doble. Está casada con el piloto de bobsleigh Ivo Rüegg.
Ganó una medalla de bronce en el Campeonato Europeo de Bobsleigh de 2008. Participó en los Juegos Olímpicos de Turín 2006, ocupando el octavo lugar en la prueba doble.

## Palmarés internacional
| Campeonato Europeo | Campeonato Europeo | Campeonato Europeo | Campeonato Europeo |
| Año                | Lugar              | Medalla            | Prueba             |
| ------------------ | ------------------ | ------------------ | ------------------ |
| 2008               | Cesana (Italia)    | Medalla de bronce  | Doble              |